# Pelochyta atra
Pelochyta atra là một loài bướm đêm thuộc phân họ Arctiinae, họ Erebidae.